# Smailholm

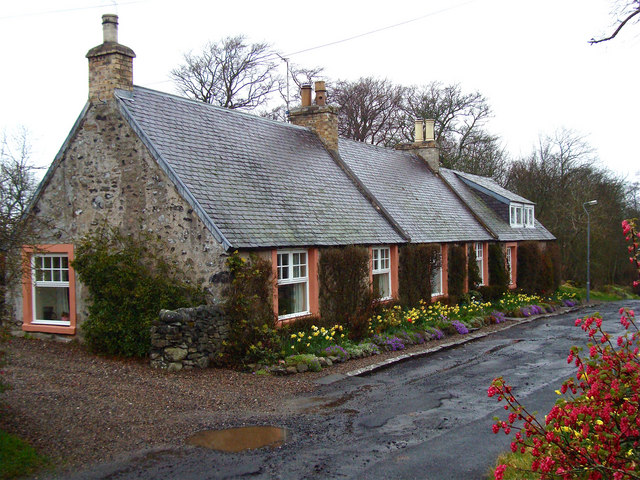
Cabanas da vila de Smailholm

Smailholm (Scots: Smailhowm) é uma pequena aldeia no condado histórico de Roxburghshire, no sudeste da Escócia. A aldeia é quase equidistante de Gordon e Kelso, ficando a 10 km a noroeste da abadia de Kelso. Desde a reorganização do governo local na Escócia no início da década de 1970, Smailholm faz parte do Scottish Borders Council.

## História
Smailholm, assim como a maior parte sudeste da Escócia, fazia parte do antigo Reino da Nortúmbria e era chamada de acordo com a língua inglesa antiga como Smael Ham, que significa "aldeia estreita". Nos tempos medievais primitivos, a aldeia era maior do que agora e foi dividida em três partes separadas, Terço Leste, Terço Oeste e Overtown. Sir Walter Scott, como menino, era um visitante regular da fazenda de seu avô em Sandyknowe. A mãe do capitão Cook, Jean, nasceu em Smailholm e casou-se com seu pai na igreja de Smailholm. Antes do final do século 18, havia duas escolas na aldeia, uma escola paroquial e um estabelecimento privado em Sandyknowe. Acredita-se que São Cuteberto nasceu em Wrangham, uma longa vila desaparecida em Nova Smailholm. O rei Edward I de Inglaterra passou por Smailholm em 1303 em sua marcha para Lauder.

## Igreja

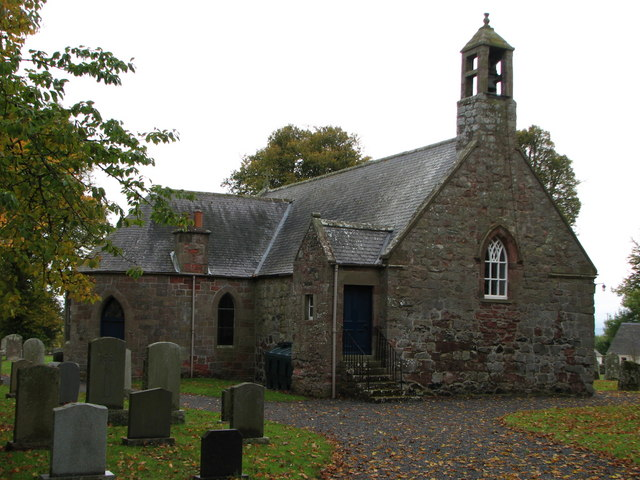
Igreja de Smailholm

A Davi de Oliford foi concedido a igreja e mansão de Smailholm no século XII pelo rei David I da Escócia. De Oliford posteriormente concedeu a igreja e seus dízimos aos monges beneditinos do Priorado de Coldingham que detinham a igreja até a Reforma da Escócia em 1560. Smailholm Kirk evitou a demolição após a Reforma, e partes de uma estrutura normanda precoce ainda podem ser vistas no presbitério . A igreja atual teve grande renovação e renovação em 1632 e 1820. A igreja contém janelas de vitrais finas de 1907 comemorando Sir Walter Scott. Alguns dos ministros nos primeiros anos da igreja reformada incluem David Forsyth, Archibald Oswald e James Hunter.

## Torre de Smailholm

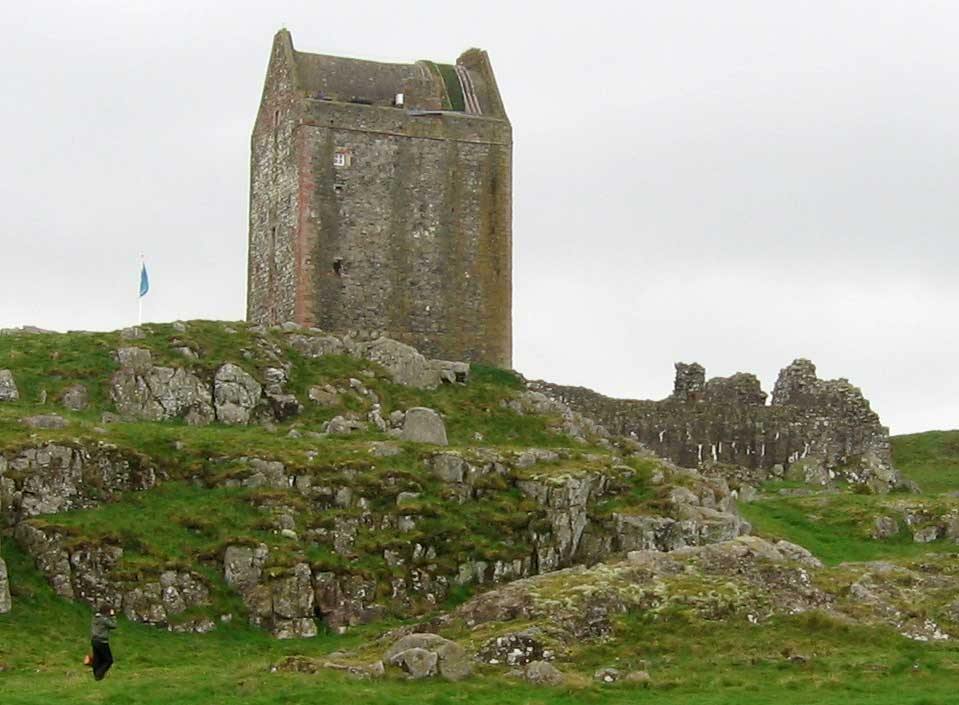
Torre de Smailholm

A torre de Smailholm, uma em uma série de Fronteiras, guarda o vale de Tweed, foi construída o mais tarde no início do século XV, quando foi realizada pela poderosa família Pringle, quatro dos quais foram mortos na Batalha de Flodden em 1513 A torre passou, em 1745, para os Scotts de Harden, mas deixaram a estrutura em 1800. A torre chegou a uma condição perigosa, mas foi parcialmente restaurada nos anos 80 e agora está sob cuidado da Historic Scotland.

## Na cultura popular
Smailholm apareceu no terceiro caso de Ben Jordan: Paranormal Investigator, no qual o herói titular investiga o misterioso assassinato ritual de duas meninas locais e descobre um segredo chocante sobre a cidade como em The Wicker Man.